# والتر تامسن
والتر تامسن (انگلیسی: Walter Tomsen; ۴ مارس ۱۹۱۲ – ۳۰ دسامبر ۲۰۰۰) ورزشکار ورزش تیراندازی اهل ایالات متحده آمریکا بود.
وی در مسابقات کشوری و بین‌المللی در مجموع برندهٔ ۱ مدال نقره شده‌است.